# Hellmuth von Steinwehr
Hellmuth Ekkehard Sigismund von Steinwehr, auch Helmut, (* 22. Januar 1874 in Neisse; † 1951) war ein deutscher Physiker und Physikochemiker.
Steinwehr stammte aus dem Adelsgeschlecht Steinwehr und promovierte 1900 an der  Universität Göttingen (Dissertation: Studien über die Thermochemie sehr verdünnter Lösungen). Ab 1904 war er ständiger Mitarbeiter bei der Physikalisch-Technischen Reichsanstalt in Berlin, bei der er 1912 Mitglied und Professor wurde.
Er war Mitarbeiter am von Adolf Winkelmann herausgegebenen „Handbuch der Physik“ und beim „Handbuch der Physik“ von Hans Geiger und Karl Scheel (u. a. Methoden der Widerstandsmessung).
Steinwehr übersetzte die Einführung in die Physikalische Chemie von James Walker ins Deutsche (Vieweg 1904, 3. Auflage 1921). Er war Mitarbeiter am „Hilfsbuch für die Elektrotechnik“ von Karl Strecker, den „Physikalischen Tabellen“ von Landolt-Börnstein und den „Gesammelten Abhandlungen“ von Fritz Kohlrausch und gab die „Geschichte der Physik“ von Ernst Gerland heraus. Er verfasste die Abschnitte Kalorimetrie und Messung von Wärmetönungen in Arthur Stählers „Handbuch der Arbeitsmethoden in der anorganischen Chemie“.